# Caveat emptor

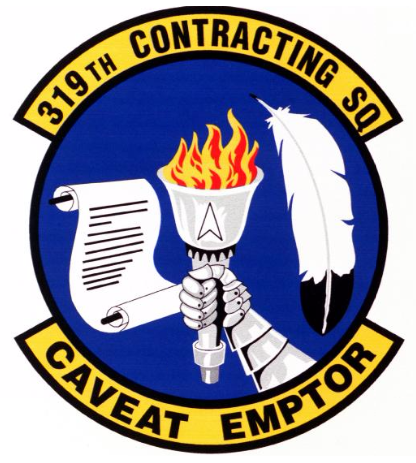
Emblema del 319.º Escuadrón de Contratación, aprobado el 22 de agosto de 1996. Lema: «Caveat emptor» (en latín: ‘que el comprador tenga cuidado’.

Caveat emptor es una frase en latín que significa ‘que el comprador tenga cuidado’.
Otra traducción menos literal sería ‘se vende tal como está, el comprador asume el riesgo’.
Es una doctrina de la ley de la propiedad que expresa que la responsabilidad de una compra recae en el comprador, quien deberá tomar las medidas oportunas para asegurarse previamente de la calidad de lo que está por adquirir y deberá descartar posibles reclamaciones futuras al vendedor.

## Traducción
- caveat (‘que tenga cuidado’, forma subjuntiva del verbo latino cavēre: ‘tener cuidado’);
- ēmptor (‘comprador’).

Significa en latín ‘que el comprador tenga cuidado’.
El término es una forma abreviada de «caveat emptor, quia ignorare non debuit quod jus alienum emit»
(‘que el comprador tenga cuidado, pues no debería haber ignorar la naturaleza del bien que compra a un tercero’).
Es decir, el comprador debe asegurarse de que el producto es bueno y de que el vendedor tenía derecho a venderlo, en lugar de recibir un bien robado.

## Definición
En general, caveat emptor es el principio de derecho contractual que rige la venta de bienes inmuebles después de la fecha de cierre, pero también puede aplicarse a la venta de otros bienes.
La frase caveat emptor y su uso como exención de garantías surge del hecho de que los compradores suelen tener menos información que el vendedor sobre el bien o servicio que adquieren. Esta cualidad de la situación se conoce como «asimetría de la información».
Los defectos del bien o servicio pueden estar ocultos para el comprador y solo ser conocidos por el vendedor.
Una forma habitual de abordar la asimetría de información entre vendedor y comprador es mediante una garantía jurídicamente vinculante, como una garantía de satisfacción.